# 郷札
郷札（きょうさつ、朝: 향찰、ヒャンチャル）とは、漢字による朝鮮語の表記方法の一つである。主に新羅時代の歌謡である郷歌の表記に用いられた。古代朝鮮語の資料の一つとして重要な位置を占める。

## 概要
郷札は漢字の音と訓を利用して古代朝鮮語を表記する方式で、額田王の「熟田津に」の歌（『万葉集』第8番）に見られるような、訓読みの漢字と万葉仮名を併用する方式と同様のものである。漢文解釈のための補助文字である口訣とは異なり、郷札はそれだけで朝鮮語の文を完全に表記することができる。ただし、郷札のうち、万葉仮名に対応するもの（表音文字として使われた漢字）だけでは朝鮮語の表記ができなかった。これは朝鮮語の音節構造が複雑なことが一因である。
郷札の資料は極めて限られており、郷歌25首が主たる資料である。その内訳は、『三国遺事』（1281年）に収められた新羅時代の郷歌14首、『均如伝』（1075年）に収められた高麗時代の郷歌11首である。その他に高麗睿宗の「悼二将歌」1首、『郷薬救急方』（1236年）に現れる薬の朝鮮語名なども郷札の資料となる。
表記に用いられる漢字は、訓読字と音読字とがある。概して体言や用言の語幹といった単語の実質的な部分は訓読字、助詞や語尾など単語の文法的な意味を担う部分は音読字である。例えば、「吾衣」（私の）は「吾」が訓読字、「衣」が音読字である。訓読字の「吾」はその漢字音（오）とは無関係に「われ」の意を表し（おそらく「나」のように読んだものと推測される）、音読字の「衣」は「ころも」という意とは無関係に「의」という音を表している（この場合は属格語尾として用いている）。また、「夜音」（よる）は「夜」が訓読字であり、「音」が夜の意の朝鮮語「밤」の末子音「ㅁ」を表示する音読字である。このように単語の末子音を音読字で表示することを「末音表記」という。

## 解読上の難点
郷札の訓読字は、それを実際にどのように発音したかを知るのが困難である。仮に「春」と表記されていた場合、この訓読字が「はる」の意を表すのは明確であるが、それが現代朝鮮語や中期朝鮮語のように「봄」と発音されたことを積極的に証明することができない。従って、訓読字においては常にこのような不確定要素がつきまとう。訓読字の読みを明確に確定しうるのは、上述「夜音」のように末音表記があるなど、暗示的にでも何らかの形で音が示されている場合に限られる。
このように郷札の表記法は不確実な要素が多いため、その語形を推定するには朝鮮語史と漢字音に対する深い知識と理解に基づき、慎重に行なう必要がある。

## 郷札の例
李基文（1998）を基にして、郷歌「処容歌」の冒頭とその解釈の一例を挙げる。1.が郷札、2.が解釈例（ローマ字は福井玲式翻字）、3.が日本語訳である。
1. 東京明期月良夜入伊遊行如可
2. 東京 b@rgi d@ra bam dyri nornidaga
3. 東京の明るき月に夜更けまで遊びて

この文の解釈においては、「b@rgi（明期）」における「-i」を連体形と見るのは妥当か（中期朝鮮語：-n）、処格「良」は「-a」と読んでしかるべきか（中期朝鮮語の処格：-애/-에）、「遊行如可」は「nornidaga（놀니다가）」と見てよいか（現代朝鮮語：노니다가）など、細かい点で未だ不明な点が多い。